# Mouhous (Band)
Mouhous ist eine finnische Hip-Hop-Band aus der Stadt Jyväskylä. Mitglieder sind die drei Musiker Super Duve, Van Hegen und Monako. Sie steht beim Label Warner Music Finland unter Vertrag.
2019 veröffentlichte die Band ihre Debütsingle Äänii. Sie erreichte Platz 12 der finnischen Singlecharts.

## Diskografie

### Alben
| Jahr | Titel              | Höchstplatzierung, Gesamtwochen, AuszeichnungChartsChartplatzierungen (Jahr, Titel, Platzierungen, Wochen, Auszeichnungen, Anmerkungen) | Anmerkungen                            |
| Jahr | Titel              | FI | Anmerkungen                            |
| ---- | ------------------ | --- | -------------------------------------- |
| 2020 | I Hate Mouhous     | FI3 (75 Wo.)FI | Erstveröffentlichung: 21. Februar 2020 |
| 2022 | Masennust & Massii | FI2 (12 Wo.)FI | Erstveröffentlichung: 21. Oktober 2022 |

### Singles
| Jahr | Titel Album                                         | Höchstplatzierung, Gesamtwochen, AuszeichnungChartsChartplatzierungen (Jahr, Titel, Album, Platzierungen, Wochen, Auszeichnungen, Anmerkungen) | Anmerkungen                                         |
| Jahr | Titel Album                                         | FI | Anmerkungen                                         |
| ---- | --------------------------------------------------- | --- | --------------------------------------------------- |
| 2019 | Äänii I Hate Mouhous                                | FI12 (3 Wo.)FI | Erstveröffentlichung: 4. Januar 2019                |
| 2022 | Pahemmaks Masennust & Massii                        | FI13 (2 Wo.)FI | Erstveröffentlichung: 15. April 2022                |
| 2022 | Rakkautta ja piikkilankaa Viimeinen joka rikkoi mut | FI20 (1 Wo.)FI | Erstveröffentlichung: 19. Mai 2022 mit Sini Yasemin |
| 2023 | Ihminen –                                           | FI48 (1 Wo.)FI | Erstveröffentlichung: 5. Mai 2023                   |
| 2024 | Saat mut syttyy –                                   | — | Erstveröffentlichung: 23. August 2024               |
| 2025 | Huppu pääs –                                        | FI8 (8 Wo.)FI | Erstveröffentlichung: 14. Februar 2025              |
| 2025 | Räppii, seksii & huumeita –                         | FI8 (… Wo.)FI | Erstveröffentlichung: 13. Juni 2025                 |